# Shūichi Akai
Shūichi Akai (japanisch 赤井 秀一 Akai Shūichi; * 2. September 1981 in Hokkaido) ist ein ehemaliger japanischer Fußballspieler.

## Karriere
Akai erlernte das Fußballspielen in der Universitätsmannschaft der Sendai-Universität. Seinen ersten Vertrag unterschrieb er 2004 bei Ehime FC. Der Verein spielte in der dritthöchsten Liga des Landes, der Japan Football League. 2005 wurde er mit dem Verein Meister der Japan Football League und stieg in die J2 League auf. Danach spielte er bei FC Imabari. Ende 2015 beendete er seine Karriere als Fußballspieler.